# Bandiera dell'Andalusia
La bandiera dell'Andalusia è stata approvata durante la Asamblea de Ronda del 1918 ed è regolata dallo Statuto di Autonomia dell'Andalusia all'articolo 3.1. Secondo tale articolo essa è formata da tre bande orizzontali di uguali misure, bianca quella centrale e verdi quelle ai bordi. In posizione centrata è presente lo stemma dell'Andalusia che occupa un'altezza pari ai 2/5 del totale della bandiera.
La bandiera, così come l'inno e lo stemma, furono adottati dalla Junta Liberalista de Andalucía nel corso della Asamblea de Ronda del 1918. Blas Infante ne fu l'artefice principale: a lui si deve infatti la scelta dei colori; il verde in memoria degli Omayyadi, il bianco tipico degli Almohadi, due periodi che secondo Infante furono due delle epoche di maggior splendore della zona.

Accanto a tale significato storico ne esisterebbe anche uno simbolico, che identifica il verde con la speranza e il bianco con la pace.
Non ufficialmente, i nazionalisti andalusi la battezzano La Arbonaida, che significa "biancoverde" in aljamiado.

## Storia

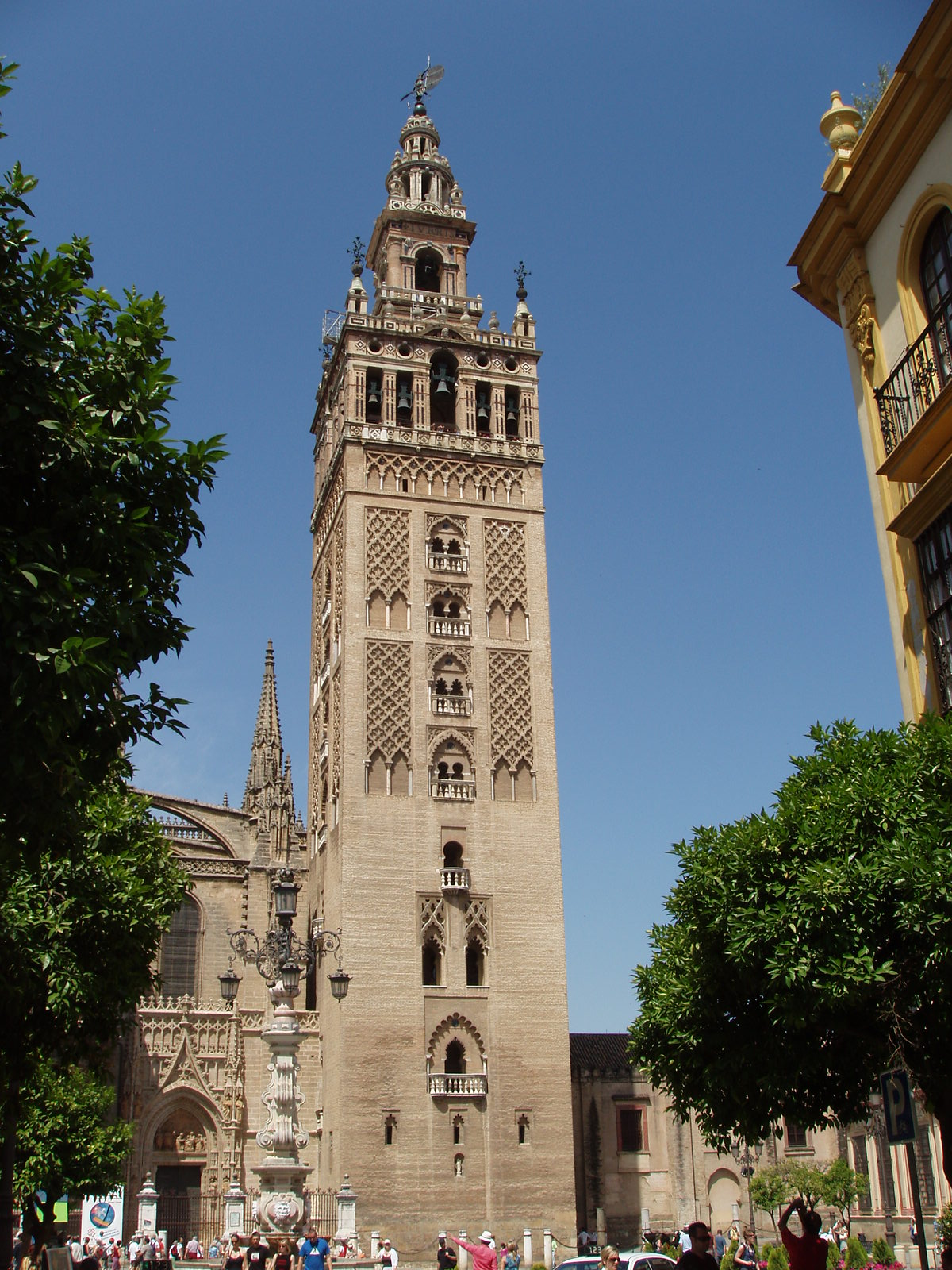
La Giralda

Blas Infante scrisse che l'idea per la bandiera andalusa gli fu suggerita in seguito a una manifestazione delle donne di Casares che brandivano un drappo a due bande orizzontali, verde e bianco. Ciononostante egli giustificò la scelta dei colori attingendo a vari riferimenti storici riguardanti il suo uso nella regione.

Bandiera delle donne della Comuna de Casares.

Secondo Infante, nel 1195, in seguito alla vittoria degli almohadi nella battaglia di Alarcos, sulla sommità del minareto della moschea di Siviglia ondeggiava un'insegna verde (il classico colore dell'Islam) accanto a un'altra bianca, per celebrare la vittoria.
Esiste anche una leggenda secondo la quale un santone che predicava fra i popoli dell'Atlante ebbe una visione in cui un angelo gli rivelò la nascita di un impero unito sulle rive dello Stretto di Gibilterra, con il verde paradiso di Al-Andalus e il bianco Maghreb degli almohadi.
Nel corso di altri eventi storici successivi, altri drappi con i medesimi colori furono sventolati in circostanze diverse.